# London Boulevard
London Boulevard è un film del 2010 scritto e diretto da William Monahan, all'esordio nella regia.
Tratto dall'omonimo romanzo di Ken Bruen, è interpretato da Colin Farrell e Keira Knightley, affiancati da David Thewlis, Anna Friel, Ben Chaplin e Ray Winstone.
La colonna sonora del film è curata da Sergio Pizzorno dei Kasabian.

## Trama
Londra. Harry Mitchel, appena uscito di prigione, viene convinto dal suo amico e partner, Billy Norton, a vivere in un appartamento ottenuto illegalmente, a condizione che lavori per il boss criminale di Billy. Mentre va a una festa di bentornato, Mitchel salva una donna, Penny, che stava per essere rapinata. Alla festa, Billy cerca di convincere di nuovo Mitchel, senza successo. Billy e il suo contatto, Danny, dicono a Mitchel che sua sorella, Briony, è nella cantina dell'edificio, così lui la salva prima che venga stuprata da un tossicodipendente. Mitchel incontra più tardi Penny, in un altro locale, e lei gli offre un lavoro, che consisterebbe nell'aiutare una sua amica, una giovane e famosa attrice costretta a vivere reclusa, Charlotte.
Mitchel va a una stazione della metropolitana per incontrare il suo amico Joe, un senzatetto cieco, e gli dà un coltello per proteggersi. Il giorno dopo, Mitchel incontra Charlotte e il suo amico Jordan. L'attrice è costantemente importunata dai paparazzi, perpetuamente posizionati fuori casa sua, che inseguono e fotografano chiunque ne entri o esca. A Mitchel è offerto il lavoro di guardia del corpo, e Jordan gli fa fare un giro della casa.
Tornato al suo appartamento, il corrotto detective Bailey visita Mitchel, e lo avverte di evitare Billy, per poi forzarlo a dargli una mazzetta. Mitchel dice a Billy della visita del detective, che Billy non sopporta. Nel frattempo, Joe viene rapinato e brutalmente aggredito da due calciatori sedicenni e lasciato in fin di vita, mentre uno dei due ragazzi prende il coltello di Joe. All'ospedale, il dottor Sanji Raju permette a Mitchel di visitare Joe, che gli chiede di vendicare la sua morte. Il giorno dopo, Billy dice a Mitchel che sa della collezione di macchine di proprietà di Charlotte, e che il suo boss ha intenzione di rubarle. Al funerale di Joe, il dottor Raju dice a Mitchel che gli piacerebbe uscire con sua sorella, e Mitchel gli dà il permesso.
Mitchel va al pub e chiede a Danny di scoprire il più possibile sui due calciatori. Quella stessa notte, Mitchel viene rapito da Billy e portato dal suo boss, Rob Gant, che cerca di convincerlo a raccogliere denaro per lui. In seguito, Charlotte e Mitchel scappano dai paparazzi e si rifugiano nella magione di lei, in campagna. L'attrice lascia trapelare che le è successo qualcosa mentre era in Italia, probabilmente un'overdose. In seguito Jordan rivela a Mitchel che durante questo incidente Charlotte era stata violentata da un tossicodipendente, che non è mai stato catturato, ma che è finito attaccato a un respiratore a causa di un'altra overdose, gestita da Jordan.
Gant minaccia il detective Bailey, perché smetta di chiedere mazzette a Mitchel. Più tardi quella sera, Mitchel e Billy incontrano Gant in un garage, dove quest'ultimo spara a un uomo dalla pelle scura, dopo essere stato convinto da Billy che fosse uno dei membri della Nation of Islam che avevano aggredito Mitchel e spaventato Billy mentre raccoglievano soldi per lui. Gant si arrabbia con Billy, ma Mitchel lo protegge e si arrabbia con Gant, che afferma che è stato Mitchel a dire di ucciderli. Gant dice a Mitchel che è diventato un complice dell'omicidio, e fa in modo di incontrarlo in un ristorante la notte dopo, per un motivo sconosciuto. Charlotte dice a Mitchel che lo ama.
Più tardi, Mitchel e Gant si incontrano e Gant gli assegna dei distretti in cui raccogliere soldi. Gant gli rivela che uno dei due aggressori di Joe ha un futuro e sta venendo selezionato da dei team professionali, e sottintende che Mitchel lo deve lasciare in pace, così Mitchel dice a Gant che se lui fosse stato un gangster, Gant sarebbe stata la prima persona che avrebbe ucciso, ma afferma di non esserlo e se ne va. Gant, per mettere Mitchel nei guai, aggredisce il dottore proprietario dell'appartamento di Mitchel, e lo stupra, e poi ordina ai suoi tirapiedi di ucciderlo.
Mitchel scopre chi è il calciatore, e lo segue in un sottopassaggio, dove sta per ucciderlo, ma cambia idea all'ultimo momento, e lascia il ragazzo andare via ignaro. Mitchel visita Charlotte e le dice che la ama. I due passano la notte insieme, ma poi Mitchel vede il van di Billy e lo attacca. Billy gli dice che Gant lo ha mandato a ucciderlo. Mitchel prende in prestito una delle auto del marito di Charlotte e affronta Billy al pub, per poi rubargli i soldi che aveva raccolto per Grant. Mitchel incontra sua sorella in un ristorante per convincerla ad andarsene dal paese, così da essere fuori dalle grinfie di Gant. Le dà un biglietto del treno e dei soldi, ma lei ignora l'avvertimento.
Mitchel e Jordan trovano il cadavere di Billy nel giardino della casa di Charlotte, e un bosniaco di nome Storbor fuori. Mitchel chiede a Jordan di aiutarlo a uccidere Storbor, e i due lo seguono in un nightclub, dove incontrano lui e il tossicodipendente della festa, e li uccidono. Dopo essersi sbarazzati dei corpi, è il turno di Gant, che nel frattempo ha ucciso la sorella alcolizzata di Mitchell insieme al medico suo amico. Mitchell s'introduce in maniera poco ortodossa in casa del boss malavitoso (stendendo la moglie con un pugno dopo che questa gli ha aperto la porta di casa) e trova Gant nel suo letto in vestaglia, intento a leggere un libro. Mentre le sue guardie del corpo sono fuori in cortile, distratte, Mitch ha tutto il tempo di sottrarre a Gant dei soldi e di freddarlo con un colpo di pistola silenziata, prima di abbandonare la casa.
Mentre Charlotte si trova all'estero, a Los Angeles, dove spera che la sua celebrità non la ossessioni più come in patria, e dove attende con ansia che Mitch la raggiunga, quest'ultimo si accinge a distruggere le ultime prove che lo collegano alla scia di morte improvvisamente scoppiata a Londra. Ma proprio quando sembra che la storia sia finita, Mitchel viene assalito dai due ragazzi che avevano ucciso Joe, che lo pugnalano alle spalle lasciandolo morente.

## Produzione
Il film è ambientato a Londra, dove è stata filmata la maggior parte delle scene, a parte alcune girate agli Ealing Studios. È stato filmato anche nel parco di Hammerwood, nell'East Sussex. Le riprese cominciarono l'8 giugno. La foto di Charlotte che appare sul tabellone pubblicitario gigantesco è stata scattata dal fotografo David Bailey.

## Distribuzione
Il trailer è stato pubblicato in lingua originale il 1º novembre 2010.
Il film è stato distribuito nel Regno Unito il 26 novembre 2010 e in Italia il 10 giugno 2011.
I diritti negli Stati Uniti sono stati ottenuti da IFC Films e il film è stato distribuito il 5 ottobre 2011 in versione on demand, mentre l'11 novembre 2011 è uscito nelle sale cinematografiche.

## Ricezione
Il sito di recensione Rotten Tomatoes riporta che il 33% dei critici ha dato al film critiche positive, su una base di 39 recensioni. Il film ha un punteggio medio di 52 su 13 recensioni sul sito Metacritic.
Le recensioni negative tendono a criticare lo stile narrativo, perché non abbastanza concentrato sulla trama. Il critico di LA Times, mentre ha lodato la fotografia e l'estrema brutalità della violenza, ha scritto che «cercando di prendere un pezzo di crimine e un pezzo di violenza, [Monahan] si è ritrovato con molto più di ciò che è in grado di gestire nella sua prima esperienza da regista».